# STRAP
STRAP (англ. Serine/threonine kinase receptor associated protein) – білок, який кодується однойменним геном, розташованим у людей на короткому плечі 12-ї хромосоми. Довжина поліпептидного ланцюга білка становить 350 амінокислот, а молекулярна маса — 38 438.
| 10         |  | 20         |  | 30         |  | 40         |  | 50         |
| ---------- |  | ---------- |  | ---------- |  | ---------- |  | ---------- |
| MAMRQTPLTC |  | SGHTRPVVDL |  | AFSGITPYGY |  | FLISACKDGK |  | PMLRQGDTGD |
| WIGTFLGHKG |  | AVWGATLNKD |  | ATKAATAAAD |  | FTAKVWDAVS |  | GDELMTLAHK |
| HIVKTVDFTQ |  | DSNYLLTGGQ |  | DKLLRIYDLN |  | KPEAEPKEIS |  | GHTSGIKKAL |
| WCSEDKQILS |  | ADDKTVRLWD |  | HATMTEVKSL |  | NFNMSVSSME |  | YIPEGEILVI |
| TYGRSIAFHS |  | AVSLDPIKSF |  | EAPATINSAS |  | LHPEKEFLVA |  | GGEDFKLYKY |
| DYNSGEELES |  | YKGHFGPIHC |  | VRFSPDGELY |  | ASGSEDGTLR |  | LWQTVVGKTY |
| GLWKCVLPEE |  | DSGELAKPKI |  | GFPETTEEEL |  | EEIASENSDC |  | IFPSAPDVKA |
|            |  |            |  |            |  |            |  |            |

A: Аланін

C: Цистеїн

D: Аспарагінова кислота

E: Глутамінова кислота

F: Фенілаланін

G: Гліцин

H: Гістидин

I: Ізолейцин

K: Лізин

L: Лейцин

M: Метіонін

N: Аспарагін

P: Пролін

Q: Глутамін

R: Аргінін

S: Серин

T: Треонін

V: Валін

W: Триптофан

Кодований геном білок за функцією належить до фосфопротеїнів. 
Задіяний у таких біологічних процесах, як процесинг мРНК, сплайсинг мРНК, альтернативний сплайсинг. 
Локалізований у цитоплазмі, ядрі.